# Palojoki (rivier)
Palojoki (Nederlands: vuurrivier) is een rivier die stroomt in de Finse gemeente Enontekiö in de regio Lapland. De rivier ontspringt nabij de Finse grens met Noorwegen even ten oosten van de weggrensovergang Kivilompolo. Enkele andere bronrivieren ontspringen verder oostwaarts langs diezelfde grens.
De rivier stroomt eigenlijk permanent zuidwaarts.Zij voedt het Palojärvi, aan welk meer de plaats Palojärvi ligt. Ze stroomt verder zuidwaarts, kruist de Finse weg 93 en stroomt ten westen voorbij Leppäjärvi. De rivier begint dan hevig te kronkelen en krijgt steeds meer water van zijrivieren en beken. De rivier doet geen enkel dorp van enige betekenis aan vanaf dat zij langs Palojärvi is gestroomd. Pas als zij de Muonio instroomt treft ze in Palojoensuu een dorp van enige grootte.
Volgens opgave van het Zweedse bureau voor waterhuishouding SMHI is de rivier circa 72 kilometer lang. Ze behoort tot het stroomgebied van de Torne.
- Virtual International Authority File: 131456463